# Boj za srbský jazyk i pravopis
Boj za srbský jazyk i pravopis (srbsky Rat za srpski jezik i pravopis, v cyrilici Рат за српски језик и правопис) je polemický spis Đura Daničiće o celkové délce 63 stran, který vyšel v roce 1847 v Budíně.
Jednalo se o obranu reformy srbského jazyka v podobě, kterou navrhl Vuk Karadžić. Daničić (který se zde poprvé podepsal tímto pseudonymem) se rozhodl pokračovat v „boji“ proti všem odpůrcům nové podoby jazyka, kterých nebylo málo. Bránil v něm nejen Vukovu reformu, ale také jeho práci v oblasti sběru lidového folklóru.